# Mario Paloschi
Mario Paloschi (Cremona, 28 maggio 1965) è un produttore televisivo, autore televisivo e regista italiano.

## Filmografia

### Documentari
- Contact 10 ep. (2012)
- Masterpieces Unveiled 8 ep. (2013)
- Sette meraviglie 8 ep. (2013)
- Sette meraviglie II Serie 8 ep. (2014)
- Sette meraviglie III Serie  8 Ep (2015)
- Sette meraviglie IV Serie 8 Ep (2017)
- La mostra della settimana 28 ep. (2012-13)
- Nicola Piovani Un Romanzo Musicale (2013)
- Pompei 3D (2013)
- Art or Nothing (2013)
- Il Colonnato di San Pietro (2013)
- Bernini Vs. Borromini (2013)
- Grandi Mostre 24 ep. (2013)
- Grandi Mostre II Serie 24 ep.  (2015)
- Ioannes - Storie di Santi (2014)
- The Genius of Marche (2014)
- Domus Aurea - Il Sogno di Nerone (2015)
- Cathedral of Culture Intro 6 ep. (2015)
- Sei in un Paese meraviglioso 66 Ep. (2015-2018)
- Signorie 8 Ep. (2014)
- Potere e bellezza 8 Ep (2015)
- I Bronzi di Riace (2015)
- La Croce e La Spada (2016)
- The Mistery of Lost Caravaggio (2016)
- Casanova Undressed (2016)
- Rising from the Ashes (2016)
- The Pope Choir (2016)
- Artists in Love 10 Ep. (2017)
- The Mystery of lost paintings 7 Ep. (2018)
- Italian Season 6 Ep. (2017)
- John Cooper Genius at Work 6 ep. season 1(2017)
- Palermo Capitale del Mediterraneo 1 Ep. (2018)
- Piero della Francesca (2019)
- Storia delle Nostre Città (2019)
- Lucca Antica  (2019)
- Leonardo e Verrocchio (2019)
- Sei in Un Paese Meraviglioso V Serie 14 Ep. (2019)
- Sette Meraviglie di Roma 7 Ep. (2019)
- Ostia Antica (2020)
- Sette Meraviglie di Napoli (2020)
- Storia delle Nostre CittaII Stagione (2020)
- Riccardo Muti Academy (2020)
- Storia delle Nostre Città III Stagione (2021)
- Sacra Bellezza (2021)
- Grandi MAESTRI I Stagione (2021)
- Storia delle Nostre Città IV Stagione (2022)
- Grandi MAESTRI II Stagione (2022)
- Good Morning Italia con Joe Bastianich I Stagione (2022)
- Roma di Piombo I Stagione (2022)
- Storia delle Nostre Città V Stagione (2023)
- A Modo Mio - Patty Pravo  (2024)
- Dickens in Italy con David Herewood (2024)
- L'Impostore  (2025)

### Televisione

#### Intrattenimento
- Felicità - Albano e Romina Live from Moscow (2013)
- Celebrity Fight Night (2014, 2015, 2016)
- Forte Forte Forte (2014)
- Canzone 8 ep. (2014)
- Canzone II serie (2015)
- Capitani Coraggiosi 4 ep. (2015)
- Emergenza Veterinaria (2013)
- Master Of Photography (2016)
- Laura e Paola 4 ep. (2016)
- Roberto Bolle - La Mia Danza Libera (2016)
- Jo's Hollywood 6 ep. season 1 (2016)
- Bocelli e Zanetti Night (2016)
- Filippo Timi Tadà 5 ep. (2016)
- Stasera Casa Mika 4 ep. (2016)
- Master Of Photography 2 Serie (2017)
- TIM MTV Awards 2017 Roma Piazza del Popolo (2017)
- Jo's Hollywood 6 ep. season 2 (2017)
- Danza Con Me Roberto Bolle 1ª Edizione (2018)
- Master Of Photography 3 Serie (2018)
- Brunori Sa (2018)
- Ornella Vanoni Sono Nata Qui 1 ep. (2018)
- Extreme Adventures Danilo Callegari 5 ep. (2019)
- Danza Con Me Roberto Bolle 2ª Edizione (2019)
- Ora o mai più 2ª Edizione (2019)
- Roberto Bolle Questa Notte mi ha aperto gli occhi 4 ep. (2019)
- A raccontare comincia tu (2019)
- Master Of Photography 4 Serie (2019)
- Ho qualcosa da dirti (2019)
- Maledetti Amici Miei (2019)
- A raccontare comincia tu Stagione 2 (2019)
- Filippo Timi in Skianto(2019)
- Una Serata di Stelle (2019)
- Danza Con Me Roberto Bolle 3ª Edizione (2020)
- Poco di Tanto (2020)
- Fame d'Amore Stagione 2 (2020)
- Ballando Con Le Stelle Stagione 15 (2020)
- Danza Con Me Roberto Bolle 4ª Edizione (2021)
- Fame d'Amore Speciale Prime Time (2021)
- Parlami D'Amore (2021)
- Minaccia Bionda (2021)
- Che Sarà Sarà... (2021)
- Non Sono Una Signora - Loredana 70 (2021)
- Christian De Sica - Una Serata tra amici (2021)
- Via Dei Matti n.0 Stefano Bollani e Valentina Cenni (2021)
- Ballando Con Le Stelle Stagione 16 (2021)
- Danza Con Me Roberto Bolle 5ª Edizione (2022)
- Michelle Impossible con Michelle Hunziker (2022)
- Drag Race Italia 1ª Edizione (2021-22)
- Ci Vuole Un Fiore con Francesco Gabbani e Francesca Fialdini (2022)
- Via Dei Matti n.0 - picture Show di Stefano Bollani e Valentina Cenni (2022)
- DallArenaLucio con Carlo Conti e Fiorella Mannoia (2022)
- Via Dei Matti n.0 Stefano Bollani e Valentina Cenni 2ª Stagione (2022)
- Ballando Con Le Stelle Stagione 17 (2022)
- Drag Race Italia 2ª Edizione (2022-23)
- Fame d'Amore Stagione 3 (2022)
- Mi Casa es Tu Casa Stagione 1 (2022)
- Danza Con Me Roberto Bolle 6ª Edizione (2023)
- Via Dei Matti n.0 Stefano Bollani e Valentina Cenni 3ª Stagione (2023)
- Fame d'Amore Stagione 4 (2023)
- Ci Vuole Un Fiore con Francesco Gabbani (2023)
- Tutti i Sogni Ancora in Volo Massimo Ranieri (2023)
- Ballando Con Le Stelle Stagione 18 (2023)
- Drag Race Italia 3ª Edizione (2023-24)
- Forte e Chiara con Chiara Francini (2024)
- Viva La Danza Roberto Bolle 1ª Edizione (2024)
- Ballando Con Le Stelle Stagione 19 (2024)
- Via Dei Matti n.0 Stefano Bollani e Valentina Cenni 4ª Stagione (2024)
- Ora o mai più 3ª Edizione (2025)
- Viva La Danza Roberto Bolle 2ª Edizione (2025)
- Sognando... Ballando Con Le Stelle Stagione 1 (2025)
- Fame d'Amore Stagione 6 (2025)
- Il Caso di e con Stefano Nazzi 1ª Edizione (2025)

### Cinema
- Le Ninfee di Monet Lungometraggio (2018)
- Frida - Viva la Vida! Lungometraggio (2019)
- Impressionisti Segreti Lungometraggio (2020)
- Botticelli Florence and the Medici Lungometraggio (release 2022)
- Pompei Eros e Mito Lungometraggio (release 2021)
- Coppia Aperta Quasi Spalancata di Ferderica Di Giacomo, con Chiara Francini Lungometraggio (2024)
- Supereroi di Stefano Chiantini, con Edoardo Pesce Lungometraggio (2025)
- Tu Quoque con Maurizio Battista (2025)